# Most kolejowy nad kanałem Ulga w Raciborzu
Most kolejowy nad kanałem Ulga – most kolejowy nad kanałem Ulga w Raciborzu, w Polsce. Został oddany do użytku w 1939 roku. Przez most przebiega dwutorowa i zelektryfikowana linia kolejowa nr 151.
W związku z budową kanału Ulga (rozpoczętą 21 sierpnia 1934 roku) konieczne stało się wybudowanie mostu nad powstającym kanałem, by zachować ciągłość biegnącej tędy linii kolejowej. W tym celu najpierw usunięto 300-metrowy odcinek grobli, po którym biegła linia kolejowa. Aby zachować ruch pociągów na czas budowy mostu, wybudowano na zachód od zlikwidowanego torowiska tymczasową groblę i most. Nowo powstający most faktycznie składał się z dwóch równoległych mostów (po jednym dla każdego toru), których głównymi elementami były dźwigary skrzynkowe. Do uruchomienia mostu doszło bezpośrednio wskutek powodzi pod koniec maja 1939 roku, kiedy woda zerwała tymczasowy most kolejowy. Nowy most był już jednak wtedy praktycznie gotowy i zdecydowano się natychmiast przenieść ruch kolejowy na nowe torowisko. Sieć trakcyjną na odcinku linii kolejowej przebiegającym przez most oddano do użytku 23 grudnia 1982 roku.